# Rodrigo Caio
Rodrigo Caio, vollständiger Name Rodrigo Caio Coquette Russo, (* 17. August 1993 in Dracena, SP) ist ein brasilianischer Fußballspieler. Er wird auf der Position eines Innenverteidigers eingesetzt. Sein spielstarker Fuß ist der rechte.

## Verein

### FC São Paulo
Zu Beginn seiner Laufbahn durchlief Rodrigo Caio die Nachwuchsmannschaften des FC São Paulo. Mit diesen konnte er bereits Nachwuchswettbewerbe gewinnen. Bei dem Klub schaffte er 2011 den Sprung in den Profikader. Sein Debüt gab der zu dem Zeitpunkt Siebzehnjährige in der Série A 2011 in der obersten Spielklasse Brasiliens. Am 26. Juni 2011, dem sechsten Spieltag, reiste der FC São Paulo zum Lokalrivalen Corinthians São Paulo. Bei der 5:0-Niederlage gegen den späteren Meister, spielte Rodrigo Caio die vollen 90 Minuten durch. In den Nachwuchsbereichen des Klubs wurde er weiterhin bis 2013 eingesetzt. 2012 wurde er bei den Profis weiter als Reservespieler eingesetzt, konnte aber schon seinen Einstand auf internationaler Klubebene geben. In der Copa Sudamericana 2012 trat sein Klub ab der zweiten Runde an. In dieser traf man auf den EC Bahia. Beim Rückspiel am 1. August 2012 stand Rodrigo Caio in der Startelf und wurde in der 44. Minute gegen João Schmidt ausgetauscht. Mit diesen 44. Minuten Spielzeit wurde Rodrigo Caio mit dem Klub Sieger in dem Wettbewerb. 2013 wurde Rodrigo Caio dann auch Stammspieler bei São Paulo. In der Staatsmeisterschaft von São Paulo 2013 gelang ihm sein erstes Pflichtspieltor. Im Auswärtsspiel gegen den São Bernardo FC am 20. März 2013 erzielte er in der 82. Minute den Treffer zum 2:1-Sieg für seinen Klub. In dem Jahr erzielte Rodrigo Caio auch sein erstes Tor im Ligabetrieb. Am 15. August 2013, dem 14. Spieltag der Série A 2013 spielte sein Klub zuhause gegen Athletico Paranaense. Beim 1:1 markierte er in der 18. Minute das Tor für São Paulo.
Am 2. August 2014 verletzte Rodrigo Caio sich im Série A Spiel gegen den Criciúma EC in der 63. Minute an den Kreuzbändern. Durch diese Verletzung fiel er mehrere Monate aus. Am 15. März 2015 gab er in der Staatsmeisterschaft gegen den AA Ponte Preta sein Comeback. In dem Spiel wurde er in der 71. Minute für Hudson eingewechselt wurde.
Am 12. Juni 2015 wurde berichtet, dass Rodrigo Caio einen Fünfjahresvertrag mit dem FC Valencia für 12,5 Millionen Euro zuzüglich vier Millionen Zuschlägen unterschrieb. Zur Abwicklung des Geschäftes musste der Spieler nur noch nach Spanien reisen. Am 29. Juni 2015 wurde bekannt, dass der Transfer nicht zustande kommt. Die Verletzung aus 2014 sowie der Umstand, dass bereits mit 15 Jahren eine Knieverletzung hatte, ließen Valencia nach mehreren medizinischen Untersuchungen von einer Verpflichtung Abstand nehmen.
Mit dem letzten Spiel in der Meisterschaft 2016 bestritt Rodrigo Caio gemäß einer Veröffentlichung von São Paulo sein 200. Pflichtspiel für den Klub. Im Zuge der Staatsmeisterschaft 2017 machte Rodrigo Caio durch eine Fair Play Geste auf sich aufmerksam. Im Halbfinalhinspiel gegen Corinthians verletzte er den eigenen Renan Ribeiro bei dem Versuch ein Tor durch Jô zu verhindern. Der Schiedsrichter wollte dem Spieler Jô für ein Foulspiel die gelbe Karte geben. Rodrigo Caio wusste um den Sachverhalt, dass dieser dann für das Rückspiel gesperrt gewesen wäre. Trotzdem machte er den Schiedsrichter darauf aufmerksam, dass kein Foul vorlag. Der Schiedsrichter nahm die gelbe Karte daraufhin zurück. Von Seiten des Gegners und den Medien wurde er hierfür gelobt. Rogério Ceni, Trainer von São Paulo, sowie Vorstand und Fans hingegen verurteilen ihn. Ceni widersprach auch Nationaltrainer Tite, welcher sich für den Spieler aussprach. Mit dem Série A Spiel gegen den CR Vasco da Gama am 12. November 2017 bestritt Rodrigo Caio sein 250. Spiel für São Paulo. Zu dem Zeitpunkt war der aktive Spieler mit den meisten Einsätzen für den Klub.
Er begann die Saison 2018 als Stammspieler unter Trainer Dorival Júnior. Anfang März wurde dieser entlassen und Diego Aguirre neuer Trainer. Unter diesem verlor Rodrigo Caio seinen Stammplatz. Im Série A Spiel der Meisterschaft 2018 am zweiten Spieltag verletzte er sich am linken Fuß und fiel für fünf Monate aus. Seinen ersten Einsatz nach seiner Genesung bestritt er am 22. September, dem 26. Spieltag, gegen América Mineiro. Nachdem Trainer Aguirre im November wieder entlassen wurde, kritisierte Rodrigo Caio diesen öffentlich. In einem weiteren Interview kurz danach äußerte er, dass durch Aguirre auch nicht mehr so viel für São Paulo fühle. Daraufhin wurde er für den Klub nicht mehr haltbar und freigestellt sich einen neuen Klub zu suchen. Er wurde zur medizinischen Untersuchung beim FC Barcelona geladen, dieser entschied sich aber gegen seine Verpflichtung und für Jeison Murillo.

### CR Flamengo
Nach Ende der Saison 2018 unterzeichnete Rodrigo Caio einen Vertrag bis 2023 beim CR Flamengo. Der Kontrakt erhielt eine Laufzeit über fünf Jahre. Für 45 Prozent der Transferrechte zahlte FLA fünf Millionen Euro.
Sein erstes Pflichtspiel für Flamengo bestritt Rodrigo Caio am 11. Januar 2019 im Florida Cup. Das Tor für seinen Klub erzielte er in der Staatsmeisterschaft von Rio de Janeiro am 29. Januar 2019 im Spiel gegen den Boavista SC. Hier traf er in der 89. Minute zum 3:1-Sieg für Flamengo. Am ersten Spieltag der Meisterschaft 2019 gegen Cruzeiro Belo Horizonte trat er auch das erste Mal in der Série A für Flamengo an. Und seinen ersten Ligatreffer erzielte er im Spiel gegen Athletico Paranaense am 26. Mai 2019, dem sechsten Spieltag. In der 96. Minute erzielte er das entscheidende Tor zum 3:2 für Flamengo. Mit dem Klub gewann er am 23. November 2019 2019 die Copa Libertadores. Einen Tag später fiel in der brasilianischen Meisterschaft 2019 die Vorentscheidung zu Gunsten von Flamengo und Rodrigo Caio konnte auch diesen Titel feiern. Dieser konnte 2020 erfolgreich verteidigt werden. Am 19. Oktober 2022 folgte der Erfolg im Copa do Brasil 2022 und am 29. November folgte der Sieg in der Copa Libertadores 2022. Im Dezember 2023, am Ende der Saison 2023, verließ er den Klub. Seine Zeit bei Flamengo war einerseits erfolgreich, aber auch von Verletzungen überschattet.
Nachdem Ende bei Flamengo, war er zunächst ohne neue Anstellung. Im Juni 2024 erhielt er einen Vertrag beim Grêmio FBPA in Porto Alegre. Der Kontrakt wurde bis Jahresende befristet und enthielt eine Produktivitätsklausel sowie die Option auf eine Verlängerung. In der Série A 2024 kam er auf fünf Einsätze. Im Dezember wurde dann bekannt, dass sein Kontrakt nicht verlängert wird.

## Nationalmannschaft
War Teil der Nachwuchsmannschaften Brasilien. Er nahm mit der U-21 Auswahl 2014 am Turnier von Toulon teil, welches er mit der Mannschaft gewinnen konnte. Im Anschluss des Turniers wurde zum besten Spieler gewählt. Die britische Presse ehrte ihn mit der Beschreibung er sähe aus wie Kaka und spiele wie Dunga.
Rodrigo Caio wurde in den Kader der Olympiaauswahl für das olympische Fußballturnier 2016 berufen. Er bestritt alle sechs Turnierspiele seiner Mannschaft und gewann mit ihr die Goldmedaille.
Sein erstes Spiel für A-Auswahl bestritt Rodrigo Caio am 29. Mai 2016 unter Nationaltrainer Dunga. Im Freundschaftsspiel gegen Panama wurde er in 79. Minute für Renato Augusto eingewechselt. Bei der Copa América Centenario 2016 war er Teil des Kaders, saß in allen drei Spielen aber nur auf der Bank.
Für die Fußball-Weltmeisterschaft 2018 stand er im erweiterten Kader der Ersatzspieler, die zur Verfügung standen, sollte sich ein Auswahlspieler vor Beginn des Turniers verletzten.

## Erfolge
FC São Paulo
- Copa Sudamericana: 2012

Flamengo
- Taça Rio: 2019
- Staatsmeisterschaft von Rio de Janeiro: 2019, 2020
- Copa Libertadores: 2019, 2022
- Brasilianischer Meister: 2019, 2020
- Supercopa do Brasil: 2020, 2021
- Recopa Sudamericana: 2020
- Copa do Brasil: 2022

Nationalmannschaft
- Olympische Sommerspiele: Olympiasieger 2016
- Turnier von Toulon: 2014[29]

## Auszeichnungen
- Turnier von Toulon Auswahlmannschaft: 2014
- Staatsmeisterschaft von Rio de Janeiro Auswahlmannschaft: 2019[30]
- Prêmio Craque do Brasileirão Auswahlmannschaft: 2019[31]